# Landtagswahlkreis Bruchsal
Der Wahlkreis Bruchsal (Wahlkreis 29) ist ein Landtagswahlkreis in Baden-Württemberg. Er umfasste bei der Landtagswahl 2021 die Gemeinden Bad Schönborn, Bruchsal, Forst, Hambrücken, Karlsdorf-Neuthard, Kronau, Oberhausen-Rheinhausen, Östringen, Philippsburg, Ubstadt-Weiher und Waghäusel des Landkreises Karlsruhe.

## Wahl 2021
Die Landtagswahl 2021 hatte folgendes Ergebnis:
| Direktkandidat       | Partei       | Landtagswahl 2021 Stimmen in % | Landtagswahl 2016 Stimmen in % |
| -------------------- | ------------ | ------------------------------ | ------------------------------ |
| Ulli Hockenberger    | CDU          | 27,1                           | 30,0                           |
| Nicole-Annette Heger | Grüne        | 26,3                           | 24,2                           |
| Rainer Balzer        | AfD          | 13,2                           | 19,7                           |
| Alexandra Nohl       | SPD          | 11,8                           | 11,9                           |
| Timo Imhof           | FDP          | 9,7                            | 8,2                            |
| Alexander Geyer      | Freie Wähler | 3,6                            | –                              |
| Alena Schmitt        | Linke        | 2,6                            | 2,4                            |
| Jens Dänner          | Die PARTEI   | 1,9                            | 1,2                            |
| Doris Rothermel      | WiR2020      | 1,2                            | –                              |
| Giorgio Mariotti     | dieBasis     | 1,1                            | –                              |
| Lars Benke           | KlimalisteBW | 1,0                            | –                              |
| Haci Firat Celik     | Volt         | 0,5                            | –                              |
| –                    | Sonstige     | –                              | 3,6                            |

## Wahl 2016
Die Landtagswahl 2016 hatte folgendes Ergebnis:
| Direktkandidat         | Partei     | Landtagswahl 2016 Stimmen in % | Landtagswahl 2011 Stimmen in % |
| ---------------------- | ---------- | ------------------------------ | ------------------------------ |
| Ulli Hockenberger      | CDU        | 30,0                           | 44,3                           |
| Gabriele Aumann        | Grüne      | 24,2                           | 17,6                           |
| Rainer Balzer          | AfD        | 19,7                           | –                              |
| Markus Rupp            | SPD        | 11,9                           | 25,6                           |
| Jürgen Wacker          | FDP        | 8,2                            | 4,1                            |
| Heinz Peter Schwertges | Linke      | 2,4                            | 2,3                            |
| Victor Gogröf          | Die PARTEI | 1,2                            | –                              |
| Bernd Reißer           | ALFA       | 1,2                            | –                              |
| Rainer Haag            | REP        | 0,6                            | 1,6                            |
| Karl Däschner          | NPD        | 0,5                            | 1,1                            |
| Manuel Mültin          | Rechte     | 0,1                            | –                              |
| –                      | Sonstige   | –                              | 3,4                            |

## Wahl 2011
Die Landtagswahl 2011 hatte folgendes Ergebnis:
| Direktkandidat    | Partei    | Landtagswahl 2011 Stimmen in % | Landtagswahl 2006 Stimmen in % | Landtagswahl 2001 Stimmen in % |
| ----------------- | --------- | ------------------------------ | ------------------------------ | ------------------------------ |
| Heribert Rech     | CDU       | 44,3                           | 49,0                           | 52,8                           |
| Walter Heiler     | SPD       | 25,6                           | 27,3                           | 31,6                           |
| Gabriele Aumann   | Grüne     | 17,6                           | 6,7                            | 4,8                            |
| Friedhelm Ernst   | FDP       | 4,1                            | 10,3                           | 4,8                            |
| Thurid Feldmann   | DIE LINKE | 2,3                            | WASG: 2,4                      | –                              |
| Timo Weih         | REP       | 1,6                            | 2,6                            | 5,1                            |
| Karl Däschner     | NPD       | 1,1                            | 1,1                            | 0,4                            |
| Bernhard Lörch    | ödp       | 0,7                            | 0,6                            | 0,6                            |
| Harry Botzenhardt | PIRATEN   | 2,6                            | –                              | –                              |

Walter Heiler (SPD) erhielt ein Zweitmandat.

## Abgeordnete seit 1976
Bei den Landtagswahlen in Baden-Württemberg hat jeder Wähler eine Stimme, mit der sowohl der Direktkandidat als auch die Gesamtzahl der Sitze einer Partei im Landtag ermittelt werden. Dabei gibt es keine Landes- oder Bezirkslisten, stattdessen werden zur Herstellung des Verhältnisausgleichs unterlegenen Wahlkreisbewerbern Zweitmandate zugeteilt.
Den Wahlkreis Bruchsal vertraten seit 1976 folgende Abgeordnete im Landtag:
| Partei | Art des Mandats | Abgeordnete                                                                                                   |
| ------ | --------------- | --- |
| CDU    | Erstmandat      | Heinz Heckmann 1976, 1980, 1984, 1988 Heribert Rech 1992, 1996, 2001, 2006, 2011 Ulli Hockenberger 2016, 2021 |
| SPD    | Zweitmandat     | Walter Heiler 1992, 1996, 2006, 2011                                                                          |
| REP    | Zweitmandat     | Heinz Troll 1992, 1996                                                                                        |
| FDP    | Zweitmandat     | Friedhelm Ernst 2009 nachgerückt                                                                              |
| AfD    | Zweitmandat     | Rainer Balzer 2016, 2021                                                                                      |